# Борис Томов
Борис Томов Николчев е български селскостопански деец и политик от БКП. В периода от 30 май 1981 г. до 8 юни 1986 г. е бил кмет на Кнежа.

## Биография
Роден е на 5 август 1920 г. в Кнежа в заможно семейство. От 1936 до 1939 г. учи в гимназията в Оряхово. Там е член на РМС. През 1942 г. се включва в акцията на БОНСС, за което е изключен от Софийския университет. По време на Втората световна война е ятак и помагач на партийни функционери на БКП. Участва като доброволец на фронта след 9 септември 1944 г. От 1945 до 1946 г. подновява следването си в университета. След това започва работа в родния си град. До 1955 г. е секретар на Общинския народен съвет, а след това е негов председател. От 1956 до 1958 г. е директор на Мото-тракторна станция в Крушовене. Между 1959 и 1969 г. последователно е заместник-председател и председател на обединеното ТКЗС в Кнежа. Успява да изведе стопанството до първо място в областта на лозарството, свиневъдството и говедовъдството. За тези постижения през 1969 г. то получава орден „Георги Димитров“, а с указ № 812 от 23 август 1969 г. той е обявен за герой на социалистическия труд. От 1970 до 1976 г. е директор на новосъздаденото АПК, което включва в себе си ТКЗС-то в Кнежа. През 1976 г. АПК-то е слято с Института по царевицата и се създава Научно-производствен комплекс, а Томов става негов заместник-председател. През 1965 г. става член на ОК на БКП във Враца, а от 1965 до 1975 г. е член на неговото бюро. От 26 април 1971 до 2 април 1976 г. е кандидат-член на ЦК на БКП. Носител е на „Орден на труда“ – златен (1950, 1964), орден „Георги Димитров“ (1967). 